# برلمان ترانسنيستريا
برلمان ترانسنيستريا (بالإنجليزية: Supreme Council)‏  هو الهيئة التشريعية في ترانسنيستريا، ويتكون من 43 مقعداً.